# Sapeaçu
Sapeaçu é um município brasileiro do estado da Bahia, localizado no Recôncavo Baiano. Segundo o Censo 2022 do IBGE, a cidade tem 17.963 habitantes.

## História
Originalmente, a região de Sapeaçu era habitada por índios caetés (sabujás).
As terras em que hoje se situa Sapeaçu integravam a sesmaria de Paraguaçu e foram doadas pelo 2º governador-geral do Brasil, d. Duarte da Costa, ao seu filho Álvaro da Costa em 17 de janeiro de 1557.
Os indígenas locais foram expulsos para a formação da Fazenda Sapé Grande, no século XVIII, que passou a pertencer a Pedro Barbosa Leal (falecido em 1732), onde foi construída uma capela dedicada a Nossa Senhora da Conceição.
Pedro cedeu terrenos a vários colonos baianos, que construíram suas casas em torno da capela, formando o povoado Sapé, que nessa época pertencia ao município de São Félix do Paraguaçu.
Em 9 de setembro de 1885, o arraial de Sapé foi elevado à condição de freguesia, sob invocação de Nossa Senhora da Conceição, através da lei provincial nº 2.548. Neste mesmo período, foi criado a Liga Sapeense, em prol da sua emancipação política, estando nessa luta José Ribeiro Machado, Manoel Afonso da Silva, Manoel Martins Valverde e dr. Rafael Jambeiro. Houve uma tentativa falha de emancipação em agosto de 1891.
Com a criação da vila de Cruz das Almas, em 29 de julho de 1897, a freguesia de Sapé passou a ser 1º distrito da vila de Cruz das Almas, sendo o intendente o cônego Antônio Silva França.
O nome do distrito foi alterado de Sapé para Sapeaçu em 1° de julho de 1944. Sapeaçu é um topônimo de origem tupi-guarani e significa "palha grande".
Em 1947, foi apresentado na Assembleia Legislativa da Bahia pelos deputados Carlos Aníbal Correio e Joel Presídio o projeto de emancipação de Sapeaçu.
No dia 27 de abril de 1953, foi sancionada pelo governador da Bahia, Régis Pacheco, a lei que emancipava Sapeaçu de Cruz das Almas.

## Economia
As principais fontes de renda do município são a agricultura (principalmente o cultivo de laranja, tangerina, acerola, limão, tabaco, milho, amendoim, feijão, banana, mamão e mandioca), a pecuária bovina e suína e o setor de serviços.

## Administração política

### Atuais autoridades municipais de Sapeaçu
- Prefeito: Ramon de Sena - Republicanos (2024)[6]
- Vice-prefeito: Zelino Ribeiro - União Brasil (2025/-)[7]
- Presidente da Câmara Municipal: Paulo Cézar Carvalho (Cézar de Cau)  - Republicanos (2025/-)[8]